# 沙拉手指
《沙拉手指》（英語：Salad Fingers）是由英國動畫師大衛·佛斯於2004年創作的一部成人動畫網絡劇集系列。故事圍繞著名為 「沙拉手指」的角色展開，他是一名瘦弱、綠色、精神上有問題的男人，生活在一個荒涼的世界。截至2023年9月，該系列已在YouTube和Newgrounds上發布了十三集。自首播以來，該系列已經積累了一批狂熱追隨者，並成為病毒式传播現象。

## 製作

### 背景
沙拉手指最初作為一個圈内笑话而誕生的。 有一天，當佛斯彈吉他時，他的朋友兼經常合作的夥伴克里斯蒂安·韋博（Christian Webb）說他有「沙拉手指」，指的是佛斯彈奏C和弦的方式。2004年，佛斯通過Flash動畫製作動畫，在娛樂網站Newgrounds上發布了第一集，起初該系列並不受歡迎。然而，這段影片在被放到該網站首頁後迅速獲得了關注。後來，隨著該系列轉移到YouTube，佛斯轉向眾籌，因為他無法根據平台的內容政策盈利。
除了編寫和動畫製作，佛斯還親自為主角配音。他稱這個角色的聲音靈感來自他的祖母和麥可·傑克森的音調。沙拉手指呈現柔和的聲音，是因為佛斯在錄製時不想吵醒他的父母。雖然第一集花了佛斯「一天一夜」才完成，但其他集數花了他六個月至一年的時間。他還提到大衛·林區、提姆·波頓和克里斯·莫里斯的作品，以及 《绅士联盟》和《南方公園》作為作品靈感來源。該系列部分集數中採用的音樂包括詩格洛絲、艾費克斯雙胞胎和Boards of Canada的作品。
2007年，該系列當時的七集在悉尼地下電影節首映，所有集數連續放映。2009年，該系列集數在微光、Hull Daily Mail的國際短片節上放映。2020年，宣布了一個遍及英國的《沙拉手指》巡演播映會。 然而該活動因2019冠状病毒病疫情而推遲，最終於2021年和2022年舉行。該活動包括所有已發布集數的連續放映，以及佛斯的訪談會。

## 集數
| 集數 | 標題          | 首播日期       | 總時長 （分鐘） |
| ---- | ------------- | -------------- | --------------- |
| 1    | Spoons        | 2004年7月1日   | 1:46            |
| 2    | Friends       | 2004年7月15日  | 3:54            |
| 3    | Nettles       | 2004年8月1日   | 3:18            |
| 4    | Cage          | 2004年8月19日  | 5:16            |
| 5    | Picnic        | 2004年11月25日 | 4:19            |
| 6    | Present       | 2005年7月24日  | 4:09            |
| 7    | Shore Leave   | 2006年1月28日  | 5:19            |
| 8    | Cupboard      | 2007年9月22日  | 5:43            |
| 9    | Letter        | 2011年5月26日  | 8:11            |
| 10   | Birthday      | 2013年11月24日 | 10:01           |
| 11   | Glass Brother | 2019年1月30日  | 14:38           |
| 12   | Post Man      | 2022年3月7日   | 8:57            |
| 13   | Harvest       | 2023年9月20日  | 11:00           |

## 評價
《沙拉手指》自發行以來已成為網絡狂熱追隨者的焦點，並衍生出大量迷因。《The Daily Dot》的伊利亞·沃森（Elijah Watson）指出，這部作品「捕捉到了網路上滑稽變態和奇特的底層」。該系列的角色、主題和設定激發了廣泛的網絡討論和理論。在2005年，《舊金山紀事報》將其列為「十大流行文化現象」之一。《Wired》認為《沙拉手指》是最令人難忘的Flash動畫之一，而《衛報》則稱其為第一批「完全病毒式傳播」的動畫之一。
在學術期刊《Convergence》中，傑西卡·巴蘭扎特吉（Jessica Balanzategui）和塞薩爾·阿爾巴蘭-托雷斯（César Albarrán-Torres）描述《沙拉手指》為「參與式數位文化早期階段的重要風格和類型貢獻」，並稱該角色為「數位神秘感的守護神」。截至2020年，該系列在YouTube上的總觀看次數已達到1.1億次，僅第一集就獲得了3600萬次觀看。
《漫画书资源网》的喬恩·門德爾松（Jon Mendelsohn）指出，該系列通過其「後末日設定和神秘性」使觀眾感到恐懼，並將其與電視劇《雙峰》進行了比較。《Screen Rant》的坦納·福克斯（Tanner Fox）形容該系列「令人不寒而慄」，因其「怪異的前提、讓人抓狂的背景音樂以及令人震驚的血腥和墮落時刻」。《The Verge》的德文·馬洛尼（Devon Maloney）提到其強調血腥和體液，稱其為「基本上是給精神病患者的ASMR」。《Hull Daily Mail》的威爾·拉姆齊（Will Ramsey）稱其「滑稽、恐怖且奇怪地令人喜愛」。Vice的艾瑪·嘉蘭（Emma Garland）指出，該系列在觀眾中引起了既著迷又恐懼的情感，並將其評為「英國最陰鬱的喜劇之一」。該系列的景觀、人物、夢境和開放式結局引起了與大衛·林奇作品的比較。
2019年，一名加拿大高中教師因向學生展示一系列被描述為「奇怪、令人毛骨悚然且不適當」的影片，包括《沙拉手指》在內而被暫時停職。最終，該教師辭去了學校的工作，並參加了紀律處分計劃。對此，佛斯在推特上評論說，孩子們觀看《沙拉手指》應該是「強制性的」。

## 另見
- 《結交惡魔（英语：Making Fiends）》
- 《別抱我，我會怕！》
- 《大理石黃蜂（英语：Marble Hornets）》
- 《微笑好友》

## 外部連結
- 官方网站
- 互联网电影数据库（IMDb）上《沙拉手指》的资料（英文）